# ニカノル (エジプトの将軍)
ニカノル（希：Nικάνωρ、ラテン文字表記：Nicanor、紀元前4世紀、生没年不明）は、ディアドコイの一人プトレマイオス1世の友人であり、彼に仕えた将軍である。
紀元前320年にニカノルはシリアを狙うプトレマイオスによって、軍と共にシリアに派遣された。ニカノルは速攻によってシリアを征服し、同地の太守ラオメドンを捕えてエジプトに送った。ニカノルが歴史の表舞台に立つのはこれが最初で最後である。

## 註
1. ↑  ディオドロス, XVIII, 43

## 参考サイト
- Thayer's Web Site（ディオドロスの『歴史叢書』の英訳あり）